# تسربست
شهر سربست (به آلمانی: Zerbst) در ایالت زاکسن-آنهالت در کشور آلمان واقع شده‌است.